# 全国高等学校野球選手権大会 (福岡県勢)
全国高等学校野球選手権大会における福岡県勢の成績について記す。

## 大会結果
| 大会                  | 代表校                                         | 試合結果                                       | 試合結果                                       | 成績                                           |
| --------------------- | ---------------------------------------------- | ---------------------------------------------- | ---------------------------------------------- | ---------------------------------------------- |
| 第1回大会（1915年）   | 久留米商（九州・初出場）                       | 1回戦                                          | ● 2 - 15 和歌山中                              | 初戦敗退                                       |
| 第2回大会（1916年）   | 中学明善（九州・初出場）                       | 1回戦                                          | ● 4 - 19 広島商                                | ベスト8                                        |
| 第2回大会（1916年）   | 中学明善（九州・初出場）                       | 準々決勝敗者復活                               | ● 6 - 9 鳥取中                                 | ベスト8                                        |
| 第5回大会（1919年）   | 小倉中（九州・初出場）                         | 1回戦                                          | ○ 9 - 1 長岡中                                 | ベスト4                                        |
| 第5回大会（1919年）   | 小倉中（九州・初出場）                         | 準々決勝                                       | ○ 4 - 2 鳥取中（延長15回）                     | ベスト4                                        |
| 第5回大会（1919年）   | 小倉中（九州・初出場）                         | 準決勝                                         | ● 0 - 1 長野師範                               | ベスト4                                        |
| 第6回大会（1920年）   | 豊国中（九州・初出場）                         | 1回戦                                          | ● 2 - 6 鳥取中                                 | 初戦敗退                                       |
| 第7回大会（1921年）   | 豊国中（九州・2年連続2回目）                   | 1回戦                                          | ○ 10x - 9 長野中（延長12回）                   | ベスト4                                        |
| 第7回大会（1921年）   | 豊国中（九州・2年連続2回目）                   | 準々決勝                                       | ○ 5 - 2 盛岡中                                 | ベスト4                                        |
| 第7回大会（1921年）   | 豊国中（九州・2年連続2回目）                   | 準決勝                                         | ● 2 - 18 和歌山中                              | ベスト4                                        |
| 第16回大会（1930年）  | 小倉工（北九州・初出場）                       | 1回戦                                          | ○ 4 - 2 鹿児島二中                             | 2回戦                                          |
| 第16回大会（1930年）  | 小倉工（北九州・初出場）                       | 2回戦                                          | ● 1 - 2x 広島商                                | 2回戦                                          |
| 第17回大会（1931年）  | 小倉工（北九州・2年連続2回目）                 | 1回戦                                          | ○ 6 - 0 敦賀商                                 | ベスト4                                        |
| 第17回大会（1931年）  | 小倉工（北九州・2年連続2回目）                 | 2回戦                                          | ○ 5 - 2 長野商                                 | ベスト4                                        |
| 第17回大会（1931年）  | 小倉工（北九州・2年連続2回目）                 | 準々決勝                                       | ○ 22 - 4 大社中                                | ベスト4                                        |
| 第17回大会（1931年）  | 小倉工（北九州・2年連続2回目）                 | 準決勝                                         | ● 2 - 10 嘉義農林                              | ベスト4                                        |
| 第18回大会（1932年）  | 小倉工（北九州・3年連続3回目）                 | 1回戦                                          | ● 0 - 1 和歌山中                               | 初戦敗退                                       |
| 第20回大会（1934年）  | 小倉工（北九州・2年ぶり4回目）                 | 1回戦                                          | ● 4 - 8 熊本工                                 | 初戦敗退                                       |
| 第22回大会（1936年）  | 小倉工（北九州・2年ぶり5回目）                 | 1回戦                                          | ● 3 - 4 嘉義農林                               | 初戦敗退                                       |
| 第23回大会（1937年）  | 福岡工（北九州・初出場）                       | 2回戦                                          | ● 1 - 2 北海中                                 | 初戦敗退                                       |
| 第24回大会（1938年）  | 福岡工（北九州・2年連続2回目）                 | 2回戦                                          | ● 1 - 2 京阪商                                 | 初戦敗退                                       |
| 第25回大会（1939年）  | 福岡工（北九州・3年連続3回目）                 | 1回戦                                          | ○ 3 - 2 桐生中                                 | ベスト8                                        |
| 第25回大会（1939年）  | 福岡工（北九州・3年連続3回目）                 | 2回戦                                          | ○ 7 - 5 熊本工                                 | ベスト8                                        |
| 第25回大会（1939年）  | 福岡工（北九州・3年連続3回目）                 | 準々決勝                                       | ● 1 - 7 下関商                                 | ベスト8                                        |
| 第26回大会（1940年）  | 福岡工（北九州・4年連続4回目）                 | 2回戦                                          | ● 3 - 4x 東邦商（延長11回）                    | 初戦敗退                                       |
| 第28回大会（1946年）  | 小倉中（北九州・27年ぶり2回目）                | 2回戦                                          | ● 1 - 7 東京高師付中                           | 初戦敗退                                       |
| 第29回大会（1947年）  | 小倉中（北九州・2年連続3回目）                 | 1回戦                                          | ○ 9 - 3 神戸一中                               | 優勝                                           |
| 第29回大会（1947年）  | 小倉中（北九州・2年連続3回目）                 | 2回戦                                          | ○ 3 - 0 桐生中                                 | 優勝                                           |
| 第29回大会（1947年）  | 小倉中（北九州・2年連続3回目）                 | 準々決勝                                       | ○ 6 - 1 志度商                                 | 優勝                                           |
| 第29回大会（1947年）  | 小倉中（北九州・2年連続3回目）                 | 準決勝                                         | ○ 5 - 1 成田中（延長10回）                     | 優勝                                           |
| 第29回大会（1947年）  | 小倉中（北九州・2年連続3回目）                 | 決勝                                           | ○ 6 - 3 岐阜商                                 | 優勝                                           |
| 第30回大会（1948年）  | 小倉（3年連続4回目）                           | 1回戦                                          | ○ 1 - 0 丸亀                                   | 優勝                                           |
| 第30回大会（1948年）  | 小倉（3年連続4回目）                           | 2回戦                                          | ○ 12 - 0 大分二                                | 優勝                                           |
| 第30回大会（1948年）  | 小倉（3年連続4回目）                           | 準々決勝                                       | ○ 2 - 0 関西                                   | 優勝                                           |
| 第30回大会（1948年）  | 小倉（3年連続4回目）                           | 準決勝                                         | ○ 4 - 0 岐阜一                                 | 優勝                                           |
| 第30回大会（1948年）  | 小倉（3年連続4回目）                           | 決勝                                           | ○ 1 - 0 桐蔭                                   | 優勝                                           |
| 第31回大会（1949年）  | 小倉北（4年連続5回目）                         | 1回戦                                          | ○ 13 - 2 慶応                                  | ベスト8                                        |
| 第31回大会（1949年）  | 小倉北（4年連続5回目）                         | 2回戦                                          | ○ 15 - 4 長崎東                                | ベスト8                                        |
| 第31回大会（1949年）  | 小倉北（4年連続5回目）                         | 準々決勝                                       | ● 6 - 7x 倉敷工（延長10回）                    | ベスト8                                        |
| 第32回大会（1950年）  | 小倉（5年連続6回目）                           | 1回戦                                          | ○ 8 - 2 瑞陵                                   | 2回戦                                          |
| 第32回大会（1950年）  | 小倉（5年連続6回目）                           | 2回戦                                          | ● 4 - 6 呉阿賀                                 | 2回戦                                          |
| 第33回大会（1951年）  | 小倉（6年連続7回目）                           | 1回戦                                          | ● 3 - 7 芦屋                                   | 初戦敗退                                       |
| 第34回大会（1952年）  | 三池（初出場）                                 | 1回戦                                          | ● 1 - 2 愛知（延長11回）                       | 初戦敗退                                       |
| 第35回大会（1953年）  | 東筑（初出場）                                 | 1回戦                                          | ● 0 - 3 浪華商                                 | 初戦敗退                                       |
| 第36回大会（1954年）  | 小倉（3年ぶり8回目）                           | 1回戦                                          | ● 0 - 5 早稲田実                               | 初戦敗退                                       |
| 第37回大会（1955年）  | 小倉（2年連続9回目）                           | 2回戦                                          | ● 0 - 2 新宮                                   | 初戦敗退                                       |
| 第38回大会（1956年）  | 小倉（3年連続10回目）                          | 1回戦                                          | ● 3 - 5 岐阜商                                 | 初戦敗退                                       |
| 第39回大会（1957年）  | 戸畑（初出場）                                 | 2回戦                                          | ○ 2 - 1 高知                                   | ベスト4                                        |
| 第39回大会（1957年）  | 戸畑（初出場）                                 | 準々決勝                                       | ○ 5 - 0 坂出商                                 | ベスト4                                        |
| 第39回大会（1957年）  | 戸畑（初出場）                                 | 準決勝                                         | ● 3 - 6 広島商                                 | ベスト4                                        |
| 第40回大会（1958年）  | 八女（初出場）                                 | 2回戦                                          | ○ 8 - 5 松商学園                               | 3回戦                                          |
| 第40回大会（1958年）  | 八女（初出場）                                 | 3回戦                                          | ● 1 - 3 徳島商                                 | 3回戦                                          |
| 第41回大会（1959年）  | 戸畑（2年ぶり2回目）                           | 1回戦                                          | ● 0 - 2 日大二                                 | 初戦敗退                                       |
| 第42回大会（1960年）  | 戸畑（2年連続3回目）                           | 1回戦                                          | ○ 2 - 1 高岡商                                 | 2回戦                                          |
| 第42回大会（1960年）  | 戸畑（2年連続3回目）                           | 2回戦                                          | ● 1 - 3 明石                                   | 2回戦                                          |
| 第43回大会（1961年）  | 戸畑（3年連続4回目）                           | 1回戦                                          | ● 2 - 3 新発田農（延長10回）                   | 初戦敗退                                       |
| 第44回大会（1962年）  | 久留米商（47年ぶり2回目）                      | 1回戦                                          | ○ 5 - 0 静岡市立                               | 準優勝                                         |
| 第44回大会（1962年）  | 久留米商（47年ぶり2回目）                      | 2回戦                                          | ○ 2 - 0 高岡商                                 | 準優勝                                         |
| 第44回大会（1962年）  | 久留米商（47年ぶり2回目）                      | 準々決勝                                       | ○ 4 - 2 北海                                   | 準優勝                                         |
| 第44回大会（1962年）  | 久留米商（47年ぶり2回目）                      | 準決勝                                         | ○ 3 - 0 西条                                   | 準優勝                                         |
| 第44回大会（1962年）  | 久留米商（47年ぶり2回目）                      | 決勝                                           | ● 0 - 1 作新学院                               | 準優勝                                         |
| 第45回大会（1963年）  | 柳川商（初出場）                               | 1回戦                                          | ● 1 - 12 銚子商                                | 初戦敗退                                       |
| 第46回大会（1964年）  | 小倉工（28年ぶり6回目）                        | 1回戦                                          | ● 3 - 4x 広陵（延長11回）                      | 初戦敗退                                       |
| 第47回大会（1965年）  | 三池工（初出場）                               | 1回戦                                          | ○ 2x - 1 高松商（延長13回）                    | 優勝                                           |
| 第47回大会（1965年）  | 三池工（初出場）                               | 2回戦                                          | ○ 11 - 1 東海大一                              | 優勝                                           |
| 第47回大会（1965年）  | 三池工（初出場）                               | 準々決勝                                       | ○ 3x - 2 報徳学園（延長10回）                  | 優勝                                           |
| 第47回大会（1965年）  | 三池工（初出場）                               | 準決勝                                         | ○ 4 - 3 秋田                                   | 優勝                                           |
| 第47回大会（1965年）  | 三池工（初出場）                               | 決勝                                           | ○ 2 - 0 銚子商                                 | 優勝                                           |
| 第48回大会（1966年）  | 小倉工（2年ぶり7回目）                         | 1回戦                                          | ○ 3 - 1 釧路江南（延長12回）                   | ベスト4                                        |
| 第48回大会（1966年）  | 小倉工（2年ぶり7回目）                         | 2回戦                                          | ○ 2 - 1 鳴門                                   | ベスト4                                        |
| 第48回大会（1966年）  | 小倉工（2年ぶり7回目）                         | 準々決勝                                       | ○ 5 - 3 甲府工                                 | ベスト4                                        |
| 第48回大会（1966年）  | 小倉工（2年ぶり7回目）                         | 準決勝                                         | ● 0 - 1 松山商                                 | ベスト4                                        |
| 第49回大会（1967年）  | 小倉工（2年連続8回目）                         | 1回戦                                          | ○ 4 - 2 海星                                   | 2回戦                                          |
| 第49回大会（1967年）  | 小倉工（2年連続8回目）                         | 2回戦                                          | ● 0 - 1 大分商（延長10回）                     | 2回戦                                          |
| 第50回大会（1968年）  | 飯塚商（初出場）                               | 1回戦                                          | ○ 4 - 3 磐城                                   | 2回戦                                          |
| 第50回大会（1968年）  | 飯塚商（初出場）                               | 2回戦                                          | ● 0 - 1 興国                                   | 2回戦                                          |
| 第51回大会（1969年）  | 飯塚商（2年連続2回目）                         | 1回戦                                          | ○ 7 - 0 芦別工                                 | 2回戦                                          |
| 第51回大会（1969年）  | 飯塚商（2年連続2回目）                         | 2回戦                                          | ● 1 - 4 富山北部                               | 2回戦                                          |
| 第52回大会（1970年）  | 九州工（初出場）                               | 1回戦                                          | ● 1 - 5 大分商（延長15回）                     | 初戦敗退                                       |
| 第53回大会（1971年）  | 筑紫工（初出場）                               | 1回戦                                          | ○ 3 - 2 広陵（延長10回）                       | 2回戦                                          |
| 第53回大会（1971年）  | 筑紫工（初出場）                               | 2回戦                                          | ● 2 - 3x 銚子商（延長10回）                    | 2回戦                                          |
| 第54回大会（1972年）  | 東筑（19年ぶり2回目）                          | 2回戦                                          | ● 0 - 5 明星                                   | 初戦敗退                                       |
| 第55回大会（1973年）  | 柳川商（10年ぶり2回目）                        | 1回戦                                          | ● 1 - 2x 作新学院（延長15回）                  | 初戦敗退                                       |
| 第56回大会（1974年）  | 福岡第一（初出場）                             | 2回戦                                          | ○ 3 - 2 長岡商                                 | 3回戦                                          |
| 第56回大会（1974年）  | 福岡第一（初出場）                             | 3回戦                                          | ● 3 - 10 防府商                                | 3回戦                                          |
| 第57回大会（1975年）  | 小倉南（初出場）                               | 2回戦                                          | ● 4 - 5x 上尾（延長10回）                      | 初戦敗退                                       |
| 第58回大会（1976年）  | 柳川商（3年ぶり3回目）                         | 2回戦                                          | ○ 4 - 0 三重                                   | 3回戦                                          |
| 第58回大会（1976年）  | 柳川商（3年ぶり3回目）                         | 3回戦                                          | ● 0 - 1 PL学園                                 | 3回戦                                          |
| 第59回大会（1977年）  | 九州産（初出場）                               | 2回戦                                          | ● 0 - 1 福島商                                 | 初戦敗退                                       |
| 第60回大会（1978年）  | 東筑（6年ぶり3回目）                           | 1回戦                                          | ○ 4 - 3 金沢                                   | 3回戦                                          |
| 第60回大会（1978年）  | 東筑（6年ぶり3回目）                           | 2回戦                                          | ○ 1x - 0 日大二                                | 3回戦                                          |
| 第60回大会（1978年）  | 東筑（6年ぶり3回目）                           | 3回戦                                          | ● 1 - 4 豊見城                                 | 3回戦                                          |
| 第61回大会（1979年）  | 八幡大付（初出場）                             | 2回戦                                          | ● 0 - 6 横浜商                                 | 初戦敗退                                       |
| 第62回大会（1980年）  | 田川（初出場）                                 | 2回戦                                          | ● 2 - 3 秋田商                                 | 初戦敗退                                       |
| 第63回大会（1981年）  | 福岡大大濠（初出場）                           | 2回戦                                          | ○ 3x - 2 函館有斗                              | 3回戦                                          |
| 第63回大会（1981年）  | 福岡大大濠（初出場）                           | 3回戦                                          | ● 1 - 3 鎮西                                   | 3回戦                                          |
| 第64回大会（1982年）  | 八幡大付（3年ぶり2回目）                       | 1回戦                                          | ● 6 - 9 日大二                                 | 初戦敗退                                       |
| 第65回大会（1983年）  | 久留米商（21年ぶり3回目）                      | 2回戦                                          | ○ 9 - 0 小松明峰                               | ベスト4                                        |
| 第65回大会（1983年）  | 久留米商（21年ぶり3回目）                      | 3回戦                                          | ○ 5x - 4 市尼崎                                | ベスト4                                        |
| 第65回大会（1983年）  | 久留米商（21年ぶり3回目）                      | 準々決勝                                       | ○ 6 - 3 岐阜第一                               | ベスト4                                        |
| 第65回大会（1983年）  | 久留米商（21年ぶり3回目）                      | 準決勝                                         | ● 2 - 12 横浜商                                | ベスト4                                        |
| 第66回大会（1984年）  | 福岡大大濠（3年ぶり2回目）                     | 2回戦                                          | ○ 5 - 4 明野                                   | 3回戦                                          |
| 第66回大会（1984年）  | 福岡大大濠（3年ぶり2回目）                     | 3回戦                                          | ● 1 - 8 取手二                                 | 3回戦                                          |
| 第67回大会（1985年）  | 久留米商（2年ぶり4回目）                       | 1回戦                                          | ○ 4 - 0 能代商                                 | 3回戦                                          |
| 第67回大会（1985年）  | 久留米商（2年ぶり4回目）                       | 2回戦                                          | ○ 2 - 0 延岡商                                 | 3回戦                                          |
| 第67回大会（1985年）  | 久留米商（2年ぶり4回目）                       | 3回戦                                          | ● 1 - 2x 甲西（延長11回）                      | 3回戦                                          |
| 第68回大会（1986年）  | 西日本短大付（初出場）                         | 1回戦                                          | ● 0 - 3 県岐阜商                               | 初戦敗退                                       |
| 第69回大会（1987年）  | 東筑（9年ぶり4回目）                           | 1回戦                                          | ● 2 - 3 習志野（延長10回）                     | 初戦敗退                                       |
| 第70回大会（1988年）  | 福岡第一（14年ぶり2回目）                      | 1回戦                                          | ○ 7 - 4 法政二                                 | 準優勝                                         |
| 第70回大会（1988年）  | 福岡第一（14年ぶり2回目）                      | 2回戦                                          | ○ 4 - 3 福井商（延長13回）                     | 準優勝                                         |
| 第70回大会（1988年）  | 福岡第一（14年ぶり2回目）                      | 3回戦                                          | ○ 3x - 2 米子商                                | 準優勝                                         |
| 第70回大会（1988年）  | 福岡第一（14年ぶり2回目）                      | 準々決勝                                       | ○ 9 - 3 江の川                                 | 準優勝                                         |
| 第70回大会（1988年）  | 福岡第一（14年ぶり2回目）                      | 準決勝                                         | ○ 5 - 1 沖縄水産                               | 準優勝                                         |
| 第70回大会（1988年）  | 福岡第一（14年ぶり2回目）                      | 決勝                                           | ● 0 - 1 広島商                                 | 準優勝                                         |
| 第71回大会（1989年）  | 福岡大大濠（5年ぶり3回目）                     | 1回戦                                          | ○ 4 - 1 常総学院                               | ベスト8                                        |
| 第71回大会（1989年）  | 福岡大大濠（5年ぶり3回目）                     | 2回戦                                          | ○ 4 - 0 成東                                   | ベスト8                                        |
| 第71回大会（1989年）  | 福岡大大濠（5年ぶり3回目）                     | 3回戦                                          | ○ 2 - 0 福井商                                 | ベスト8                                        |
| 第71回大会（1989年）  | 福岡大大濠（5年ぶり3回目）                     | 準々決勝                                       | ● 0 - 1 秋田経法大付                           | ベスト8                                        |
| 第72回大会（1990年）  | 西日本短大付（4年ぶり2回目）                   | 2回戦                                          | ○ 8 - 0 桜井                                   | ベスト4                                        |
| 第72回大会（1990年）  | 西日本短大付（4年ぶり2回目）                   | 3回戦                                          | ○ 4 - 2 宇部商                                 | ベスト4                                        |
| 第72回大会（1990年）  | 西日本短大付（4年ぶり2回目）                   | 準々決勝                                       | ○ 4 - 3 鹿児島実                               | ベスト4                                        |
| 第72回大会（1990年）  | 西日本短大付（4年ぶり2回目）                   | 準決勝                                         | ● 4 - 5x 天理                                  | ベスト4                                        |
| 第73回大会（1991年）  | 柳川（15年ぶり4回目）                          | 1回戦                                          | ○ 6 - 1 米沢工                                 | ベスト8                                        |
| 第73回大会（1991年）  | 柳川（15年ぶり4回目）                          | 2回戦                                          | ○ 10 - 2 専大北上                              | ベスト8                                        |
| 第73回大会（1991年）  | 柳川（15年ぶり4回目）                          | 3回戦                                          | ○ 6 - 2 佐賀学園                               | ベスト8                                        |
| 第73回大会（1991年）  | 柳川（15年ぶり4回目）                          | 準々決勝                                       | ● 4 - 6 沖縄水産                               | ベスト8                                        |
| 第74回大会（1992年）  | 西日本短大付（2年ぶり3回目）                   | 2回戦                                          | ○ 2 - 0 高岡商                                 | 優勝                                           |
| 第74回大会（1992年）  | 西日本短大付（2年ぶり3回目）                   | 3回戦                                          | ○ 3 - 0 三重                                   | 優勝                                           |
| 第74回大会（1992年）  | 西日本短大付（2年ぶり3回目）                   | 準々決勝                                       | ○ 6 - 1 北陸                                   | 優勝                                           |
| 第74回大会（1992年）  | 西日本短大付（2年ぶり3回目）                   | 準決勝                                         | ○ 4 - 0 東邦                                   | 優勝                                           |
| 第74回大会（1992年）  | 西日本短大付（2年ぶり3回目）                   | 決勝                                           | ○ 1 - 0 拓大紅陵                               | 優勝                                           |
| 第75回大会（1993年）  | 東福岡（初出場）                               | 2回戦                                          | ● 3 - 4 東海大四                               | 初戦敗退                                       |
| 第76回大会（1994年）  | 九州工（24年ぶり2回目）                        | 1回戦                                          | ● 1 - 9 水戸商                                 | 初戦敗退                                       |
| 第77回大会（1995年）  | 柳川（4年ぶり5回目）                           | 1回戦                                          | ○ 8 - 2 六日町                                 | 3回戦                                          |
| 第77回大会（1995年）  | 柳川（4年ぶり5回目）                           | 2回戦                                          | ○ 4 - 0 享栄                                   | 3回戦                                          |
| 第77回大会（1995年）  | 柳川（4年ぶり5回目）                           | 3回戦                                          | ● 1 - 2x 敦賀気比（延長15回）                  | 3回戦                                          |
| 第78回大会（1996年）  | 東筑（9年ぶり5回目）                           | 1回戦                                          | ○ 2 - 0 盛岡大付                               | 2回戦                                          |
| 第78回大会（1996年）  | 東筑（9年ぶり5回目）                           | 2回戦                                          | ● 3 - 5 倉敷工                                 | 2回戦                                          |
| 第79回大会（1997年）  | 福岡工大付（初出場）                           | 2回戦                                          | ○ 4 - 3 茨城東                                 | 3回戦                                          |
| 第79回大会（1997年）  | 福岡工大付（初出場）                           | 3回戦                                          | ● 4 - 10 智弁和歌山                            | 3回戦                                          |
| 第80回大会（1998年）  | 東福岡（5年ぶり2回目）                         | 1回戦                                          | ● 4 - 6 豊田大谷                               | 初戦敗退                                       |
| 第81回大会（1999年）  | 東福岡（2年連続3回目）                         | 2回戦                                          | ● 3 - 9 青森山田                               | 初戦敗退                                       |
| 第82回大会（2000年）  | 柳川（5年ぶり6回目）                           | 1回戦                                          | ○ 9 - 2 旭川大                                 | ベスト8                                        |
| 第82回大会（2000年）  | 柳川（5年ぶり6回目）                           | 2回戦                                          | ○ 5 - 1 浦和学院                               | ベスト8                                        |
| 第82回大会（2000年）  | 柳川（5年ぶり6回目）                           | 3回戦                                          | ○ 10 - 1 瀬戸内                                | ベスト8                                        |
| 第82回大会（2000年）  | 柳川（5年ぶり6回目）                           | 準々決勝                                       | ● 6 - 7x 智弁和歌山（延長11回）                | ベスト8                                        |
| 第83回大会（2001年）  | 九産大九州（初出場）                           | 1回戦                                          | ○ 9 - 2 弥富                                   | 2回戦                                          |
| 第83回大会（2001年）  | 九産大九州（初出場）                           | 2回戦                                          | ● 6 - 8 松山商                                 | 2回戦                                          |
| 第84回大会（2002年）  | 柳川（2年ぶり7回目）                           | 1回戦                                          | ○ 4 - 1 富山商                                 | 2回戦                                          |
| 第84回大会（2002年）  | 柳川（2年ぶり7回目）                           | 2回戦                                          | ● 0 - 3 常総学院                               | 2回戦                                          |
| 第85回大会（2003年）  | 筑陽学園（初出場）                             | 1回戦                                          | ● 6 - 11 東北                                  | 初戦敗退                                       |
| 第86回大会（2004年）  | 西日本短大付（12年ぶり4回目）                  | 1回戦                                          | ● 6 - 11 東海大甲府                            | 初戦敗退                                       |
| 第87回大会（2005年）  | 柳川（3年ぶり8回目）                           | 1回戦                                          | ● 2 - 3 藤代（延長12回）                       | 初戦敗退                                       |
| 第88回大会（2006年）  | 福岡工大城東（9年ぶり2回目）                   | 2回戦                                          | ○ 4 - 0 専大北上                               | 3回戦                                          |
| 第88回大会（2006年）  | 福岡工大城東（9年ぶり2回目）                   | 3回戦                                          | ● 4 - 5x 帝京                                  | 3回戦                                          |
| 第89回大会（2007年）  | 東福岡（8年ぶり4回目）                         | 1回戦                                          | ○ 4x - 3 桜井（延長11回）                      | 2回戦                                          |
| 第89回大会（2007年）  | 東福岡（8年ぶり4回目）                         | 2回戦                                          | ● 2 - 14 広陵                                  | 2回戦                                          |
| 第90回大会（2008年）  | 飯塚（初出場）                                 | 1回戦                                          | ● 0 - 7 浦添商                                 | 初戦敗退                                       |
| 第91回大会（2009年）  | 九州国際大付（27年ぶり3回目）                  | 1回戦                                          | ○ 8 - 4 常総学院                               | 3回戦                                          |
| 第91回大会（2009年）  | 九州国際大付（27年ぶり3回目）                  | 2回戦                                          | ○ 3 - 1 樟南                                   | 3回戦                                          |
| 第91回大会（2009年）  | 九州国際大付（27年ぶり3回目）                  | 3回戦                                          | ● 3 - 4x 帝京                                  | 3回戦                                          |
| 第92回大会（2010年）  | 西日本短大付（6年ぶり5回目）                   | 2回戦                                          | ○ 7 - 2 日川                                   | 3回戦                                          |
| 第92回大会（2010年）  | 西日本短大付（6年ぶり5回目）                   | 3回戦                                          | ● 0 - 1 新潟明訓                               | 3回戦                                          |
| 第93回大会（2011年）  | 九州国際大付（2年ぶり4回目）                   | 2回戦                                          | ● 2 - 3x 関西（延長12回）                      | 初戦敗退                                       |
| 第94回大会（2012年）  | 飯塚（4年ぶり2回目）                           | 1回戦                                          | ○ 6 - 4 広島工                                 | 2回戦                                          |
| 第94回大会（2012年）  | 飯塚（4年ぶり2回目）                           | 2回戦                                          | ● 3 - 6 仙台育英                               | 2回戦                                          |
| 第95回大会（2013年）  | 自由ケ丘（初出場）                             | 2回戦                                          | ● 2 - 4 延岡学園                               | 初戦敗退                                       |
| 第96回大会（2014年）  | 九州国際大付（3年ぶり5回目）                   | 1回戦                                          | ● 1 - 6 東海大四                               | 初戦敗退                                       |
| 第97回大会（2015年）  | 九州国際大付（2年連続6回目）                   | 1回戦                                          | ○ 8 - 2 鳴門                                   | ベスト8                                        |
| 第97回大会（2015年）  | 九州国際大付（2年連続6回目）                   | 2回戦                                          | ○ 10x - 9 大阪偕星                             | ベスト8                                        |
| 第97回大会（2015年）  | 九州国際大付（2年連続6回目）                   | 3回戦                                          | ○ 2 - 0 作新学院                               | ベスト8                                        |
| 第97回大会（2015年）  | 九州国際大付（2年連続6回目）                   | 準々決勝                                       | ● 1 - 8 早稲田実                               | ベスト8                                        |
| 第98回大会（2016年）  | 九州国際大付（3年連続7回目）                   | 1回戦                                          | ● 6 - 8 盛岡大付                               | 初戦敗退                                       |
| 第99回大会（2017年）  | 東筑（21年ぶり6回目）                          | 1回戦                                          | ● 4 - 10 済美                                  | 初戦敗退                                       |
| 第100回大会（2018年） | 折尾愛真（北福岡・初出場）                     | 1回戦                                          | ● 3 - 16 日大三                                | 初戦敗退                                       |
| 第100回大会（2018年） | 沖学園（南福岡・初出場）                       | 1回戦                                          | ○ 4 - 2 北照                                   | 2回戦                                          |
| 第100回大会（2018年） | 沖学園（南福岡・初出場）                       | 2回戦                                          | ● 4 - 10 大阪桐蔭                              | 2回戦                                          |
| 第101回大会（2019年） | 筑陽学園（16年ぶり2回目）                      | 2回戦                                          | ● 3 - 5 作新学院（延長10回）                   | 初戦敗退                                       |
| 第102回大会（2020年） | （新型コロナウイルス感染症流行による大会中止） | （新型コロナウイルス感染症流行による大会中止） | （新型コロナウイルス感染症流行による大会中止） | （新型コロナウイルス感染症流行による大会中止） |
| 第103回大会（2021年） | 西日本短大付（11年ぶり6回目）                  | 2回戦                                          | ● 0 - 2 二松学舎大付                           | 初戦敗退                                       |
| 第104回大会（2022年） | 九州国際大付（6年ぶり8回目）                   | 2回戦                                          | ○ 2 - 1 明徳義塾                               | 3回戦                                          |
| 第104回大会（2022年） | 九州国際大付（6年ぶり8回目）                   | 3回戦                                          | ● 1 - 2 高松商                                 | 3回戦                                          |
| 第105回大会（2023年） | 九州国際大付（2年連続9回目）                   | 2回戦                                          | ● 0 - 3 土浦日大                               | 初戦敗退                                       |
| 第106回大会（2024年） | 西日本短大付（3年ぶり7回目）                   | 1回戦                                          | ○ 6 - 4 金足農                                 | 3回戦                                          |
| 第106回大会（2024年） | 西日本短大付（3年ぶり7回目）                   | 2回戦                                          | ○ 13 - 0 菰野                                  | 3回戦                                          |
| 第106回大会（2024年） | 西日本短大付（3年ぶり7回目）                   | 3回戦                                          | ● 0 - 4 京都国際                               | 3回戦                                          |
| 第107回大会（2025年） | 西日本短大付（2年連続8回目）                   | 1回戦                                          | ○ 4 - 3 弘前学院聖愛（延長10回TB）             | 3回戦                                          |
| 第107回大会（2025年） | 西日本短大付（2年連続8回目）                   | 2回戦                                          | ○ 2 - 1 聖隷クリストファー                     | 3回戦                                          |
| 第107回大会（2025年） | 西日本短大付（2年連続8回目）                   | 3回戦                                          | ● 2 - 3 東洋大姫路                             | 3回戦                                          |

## 通算成績
| 出場 | 試合 | 勝利 | 敗戦 | 引分 | 勝率 | 優勝 | 準優勝 | ベスト4 | ベスト8 |
| ---- | ---- | ---- | ---- | ---- | ---- | ---- | ------ | ------- | ------- |
| 95   | 188  | 97   | 91   | 0    | .516 | 4    | 2      | 7       | 7       |

## 学校別成績
| 校名         | 出場 | 直近出場 | 勝敗    | 最高成績 | 前身校         |
| ------------ | ---- | -------- | ------- | -------- | -------------- |
| 小倉         | 10回 | 1956年   | 15勝8敗 | 優勝2回  | 小倉中・小倉北 |
| 九州国際大付 | 9回  | 2023年   | 6勝9敗  | ベスト8  | 八幡大付       |
| 西日本短大付 | 8回  | 2025年   | 13勝7敗 | 優勝1回  |                |
| 柳川         | 8回  | 2005年   | 10勝8敗 | ベスト8  | 柳川商         |
| 小倉工       | 8回  | 1967年   | 8勝8敗  | ベスト4  |                |
| 東筑         | 6回  | 2017年   | 3勝6敗  | 3回戦    |                |
| 久留米商     | 4回  | 1985年   | 9勝4敗  | 準優勝   |                |
| 戸畑         | 4回  | 1961年   | 3勝4敗  | ベスト4  |                |
| 福岡工       | 4回  | 1940年   | 2勝4敗  | ベスト8  |                |
| 東福岡       | 4回  | 2007年   | 1勝4敗  | 2回戦    |                |
| 福岡大大濠   | 3回  | 1989年   | 5勝3敗  | ベスト8  |                |
| 福岡第一     | 2回  | 1988年   | 6勝2敗  | 準優勝   |                |
| 豊国学園     | 2回  | 1921年   | 2勝2敗  | ベスト4  | 豊国中         |
| 福岡工大城東 | 2回  | 2006年   | 2勝2敗  | 3回戦    | 福岡工大付     |
| 飯塚商       | 2回  | 1969年   | 2勝2敗  | 2回戦    |                |
| 飯塚         | 2回  | 2012年   | 1勝2敗  | 2回戦    |                |
| 真颯館       | 2回  | 1994年   | 0勝2敗  | 初戦敗退 | 九州工         |
| 筑陽学園     | 2回  | 2019年   | 0勝2敗  | 初戦敗退 |                |
| 三池工       | 1回  | 1965年   | 5勝0敗  | 優勝1回  |                |
| 八女         | 1回  | 1958年   | 1勝1敗  | 3回戦    |                |
| 筑紫台       | 1回  | 1971年   | 1勝1敗  | 2回戦    | 筑紫工         |
| 九産大九州   | 1回  | 2001年   | 1勝1敗  | 2回戦    |                |
| 沖学園       | 1回  | 2018年   | 1勝1敗  | 2回戦    |                |
| 明善         | 1回  | 1916年   | 0勝2敗  | ベスト8  | 中学明善       |
| 三池         | 1回  | 1952年   | 0勝1敗  | 初戦敗退 |                |
| 小倉南       | 1回  | 1975年   | 0勝1敗  | 初戦敗退 |                |
| 九産大九産   | 1回  | 1977年   | 0勝1敗  | 初戦敗退 | 九州産         |
| 田川         | 1回  | 1980年   | 0勝1敗  | 初戦敗退 |                |
| 自由ケ丘     | 1回  | 2013年   | 0勝1敗  | 初戦敗退 |                |
| 折尾愛真     | 1回  | 2018年   | 0勝1敗  | 初戦敗退 |                |